# Copa d'Europa de futbol 1966-67
La Copa d'Europa de futbol 1966-67 fou l'edició número 12 en la història de la competició. Es disputà entre l'octubre de 1966 i el maig de 1967, amb la participació inicial de 33 equips de 32 federacions diferents.
La competició fou guanyada pel Celtic FC a la final enfront l'Inter de Milà a l'Estádio Nacional de Lisboa. Fou el primer club britànic campió del torneig, i el primer que no era del sud d'Europa.

## Ronda preliminar
| Equip 1          | Global | Equip 2            | Anada | Tornada |
| ---------------- | ------ | ------------------ | ----- | ------- |
| Sliema Wanderers | 1-6    | CSKA Cerveno Zname | 1-2   | 0-4     |
| Waterford        | 1-12   | Vorwärts Berlin    | 1-6   | 0-6     |

## Primera ronda
| Equip 1              | Global | Equip 2           | Anada | Tornada |
| -------------------- | ------ | ----------------- | ----- | ------- |
| Malmö FF             | 1-5    | Atlètic de Madrid | 0-2   | 1-3     |
| Admira Energie Viena | 0-1    | FK Vojvodina      | 0-1   | 0-0     |
| KR                   | 4-8    | FC Nantes         | 2-3   | 2-5     |
| Celtic FC            | 5-0    | FC Zürich         | 2-0   | 3-0     |
| AFC Ajax             | 4-1    | Beşiktaş JK       | 2-0   | 2-1     |
| Liverpool FC         | 3-3¹   | Petrolul Ploieşti | 2-0   | 1-3     |
| Esbjerg              | 0-6    | Dukla Praga       | 0-2   | 0-4     |
| Haka                 | 1-12   | RSC Anderlecht    | 1-10  | 0-2     |
| Inter de Milà        | 1-0    | Torpedo Moscou    | 1-0   | 0-0     |
| Vasas                | 7-0    | Sporting          | 5-0   | 2-0     |
| 1860 Múnic           | 10-1   | AC Omonia         | 8-0   | 2-1     |
| Vålerenga            | (abd)  | 17 Nëntori Tirana | -     | -       |
| Aris                 | 4-9    | Linfield FC       | 3-3   | 1-6     |
| CSKA Cerveno Zname   | 3-2    | Olympiakos FC     | 3-1   | 0-1     |
| Górnik Zabrze        | 3-3²   | Vorwärts Berlin   | 2-1   | 1-2     |

¹ El Liverpool derrotà el Petrolul Ploieşti 2-0 en el partit de desempat per passar a la segona ronda.
² El Górnik Zabrze derrotà el Vorwärts Berlin 3-1 en el partit de desempat per passar a la segona ronda.

## Segona ronda
| Equip 1            | Global | Equip 2        | Anada | Tornada |
| ------------------ | ------ | -------------- | ----- | ------- |
| Atlètic de Madrid  | 3-3¹   | FK Vojvodina   | 3-1   | 0-2     |
| FC Nantes          | 2-6    | Celtic FC      | 1-3   | 1-3     |
| AFC Ajax           | 7-3    | Liverpool FC   | 5-1   | 2-2     |
| Dukla Praga        | 6-2    | RSC Anderlecht | 4-1   | 2-1     |
| Inter de Milà      | 4-1    | Vasas          | 2-1   | 2-0     |
| 1860 Múnic         | 2-3    | Reial Madrid   | 1-0   | 1-3     |
| Vålerenga          | 2-5    | Linfield FC    | 1-4   | 1-1     |
| CSKA Cerveno Zname | 4-3    | Górnik Zabrze  | 4-0   | 0-3     |

¹ El Vojvodina derrotà l'Atlètic de Madrid 3-2 en el partit de desempat per accedir a quarts de final.

## Quarts de final
| Equip 1       | Global | Equip 2            | Anada | Tornada |
| ------------- | ------ | ------------------ | ----- | ------- |
| FK Vojvodina  | 1-2    | Celtic FC          | 1-0   | 0-2     |
| AFC Ajax      | 2-3    | Dukla Praga        | 1-1   | 1-2     |
| Inter de Milà | 3-0    | Reial Madrid       | 1-0   | 2-0     |
| Linfield FC   | 2-3    | CSKA Cerveno Zname | 2-2   | 0-1     |

## Semifinals
| Equip 1       | Global | Equip 2            | Anada | Tornada |
| ------------- | ------ | ------------------ | ----- | ------- |
| Celtic FC     | 3-1    | Dukla Praga        | 3-1   | 0-0     |
| Inter de Milà | 2-2¹   | CSKA Cerveno Zname | 1-1   | 1-1     |

¹ L'Internazionale derrotà el CSKA Sofia 1-0 en el partit de desempat per accedir a la final.

## Final
| Celtic FC                  | 2-1 | Inter de Milà    |
| -------------------------- | --- | ---------------- |
| Gemmell 62' · Chalmers 85' |     | Mazzola 7' (pen) |

| Guanyador de la Copa d'Europa 1966-67 |
| ------------------------------------- |
| Celtic FC Primer títol                |